# チェスカー・トルジェボヴァー - プルジェロフ - ボフミーン線
チェスカー・トルジェボヴァー - プルジェロフ - ボフミーン線（チェコ語;Železniční trať Česká Třebová – Přerov – Bohumín）は、チェコ国鉄の鉄道線の名称である。路線番号は区間毎に分かれており、トルジェボヴァー - ランシクロウン/ザーブルジェフ間が001（特急）019（普通）、シュンペルク - オロモウツ - プルジェロフ/ネザミスリツェ間が270、プルジェロフ - ボフミーン間が271である。なお、本頁では、本路線の支線的性格の強いルドルチツェ・ヴ・チェハーフ - ランシクロウン線、ザーブルジェフ・ナ・モラヴェ - シュンペルク線についても取り扱う。
プラハ・ブルノ・ウィーンと、オストラヴァ・ワルシャワを結ぶ幹線として機能している。ネザミスリツェ方面の支線は、ブルノとオロモウツ・シュンペルクを結ぶ役割を担っている。

## 歴史

### 路線開業
- 1841年：オロモウツ - プルジェロフ間が、皇帝フェルディナント北部鉄道によって開業した。
- 1845年：トルジェボヴァー - オロモウツ間が、オーストリア北部鉄道によって開業した。その後、オーストリア・ハンガリー国有鉄道に移管される。
- 1847年：プルジェロフ - ボフミーン間が、皇帝フェルディナント北部鉄道によって全通した（1842年より部分開業し始めている）。
- 1870年：オロモウツ - ネザミスリツェ間が、皇帝フェルディナント北部鉄道によって開業した。
- 1871年：ザーブルジェフ - シュンペルク間が、モラヴァ国境鉄道により開業した。
- 1885年：ルドルチツェ - ランシクロウン間が、オーストリア・ハンガリー国有鉄道により開業した。

### 路線番号の変遷
- 2019年以前：
019　ルドルチツェ - ランシクロウン
270　トルジェボヴァー - ボフミーン、ストゥデーンカ - オストラヴァ空港
291　ザーブルジェフ - シュンペルク
301　オロモウツ - ネザミスリツェ
- 2020年以降：
001　トルジェボヴァー - ザーブルジェフ間特急
019　トルジェボヴァー - ランシクロウン/ザーブルジェフ
270　シュンペルク - プルジェロフ、オロモウツ - ネザミスリツェ
271　プルジェロフ - ボフミーン

## 運行形態（国鉄超特急）

### 寝台超特急「ナイトジェット(NJ)」
- ナイトジェット号：　ウィーン/ブダペスト - プルジェロフ - ボフミーン - ベルリン/ワルシャワ
一日1往復の運行。プルジェロフ～オストラヴァ間ノンストップで、プルジェロフも通過する。プルジェロフ以南は330号線に直通する。ボフミーン以東、ベルリン方面の車両はポーランド国鉄151号線に直通するが、ワルシャワ方面の車両はユーロナイト(EN)「ショパン」号としてポーランド国鉄151号線に直通する。
過去の運行状況
2015年以前は寝台急行(R)ショパン号として運行されていた。ベルリン方面の車両を連結せず、また、スヴィノフ、プルジェロフにも停車していた（2017年まで）。ボフミーン以東は320号線を経由してポーランド国鉄93号線に直通していた。
2015年末に、種別がユーロナイト(EN)に変更となった。
2016年末に、コシツェ方面の車両の連結を開始した。当時は、通年連結で、ボフミーン以東の連結先がスロバキア号であった。
2017年末に、コシツェ方面の車両の連結が、多客期のみに変更された。
2018年末に、種別がナイトジェット(NJ)に変更となり、愛称名もナイトジェットに変更した。ベルリン方面の車両を連結する様になった一方、コシツェ方面の車両を再び連結しなくなった。ベルリン方面の車両のみ、ボフミーン以東はポーランド国鉄151号線に直通となった。
2019年末に、ワルシャワ方面の車両もポーランド国鉄151号線経由でワルシャワに乗り入れる様になった。

### 超特急「スーパーシティ(SC)」
- ペンドリーノ・コシチャン号：　プラハ - パルドゥビツェ - ボフミーン - コシツェ
- ペンドリーノ号：　プラハ - パルドゥビツェ - オストラヴァ
2時間に1本、プラハまたはプルゼニ～パルドゥビツェ～オストラヴァの系統が運行している。トルジェボヴァー以西は010号線に直通する。また、朝のプラハ方面行と夜のオストラヴァ方面行はボフミーン発着で、320号線と直通するプラハ～ボフミーン～コシツェの系統も一日1往復運行されている。
なお、2017,8年のコシツェ方面行は、オストラヴァから321号線に直通していた。

### 寝台超特急「ユーロナイト(EN)」
下記1系統が運行されている。
- スロヴァキア号：　プラハ - オロモウツ - ボフミーン - ワルシャワ/フメンネー
一日1往復が運行されている。トルジェボヴァー以西は010号線と、ボフミーン以東は320号線と直通。なお、ワルシャワ方面の車両は、ボフミーン以東でショパン号に併結される。
2017年以前は、スヴィノフを通過し、フメンネー方面に限りトルジェボヴァーを通過していた。また上下ともプルジェロフに停車していた。クラクフ方面からの車両は、コシツェ→プラハ方面行のみ併結していて、プラハ→クラクフの車両は併結していなかった。クラクフ方面は、ショパン号に併結ではなく、別系統のシレジア号の車両として直通していた。

- 過去の運行種別
ヴルタヴァ号：　ヘブ/プラハ - オロモウツ - オストラヴァ - モスクワ/サンクトペテルブルク
週3往復（夏季は週2往復）運行していた。トルジェボヴァー以西は010号線と、ボフミーン以東は320号線を経由してポーランド国鉄93号線と直通していたが、2016年末の改正で週1往復に減便された他、チェコ国内はエクスプレス(Ex)に併結される様になった。
ショパン号：　ウィーン/ブダペスト - プルジェロフ - ボフミーン - ワルシャワ/コシツェ
一日1往復運行していた。プルジェロフ～オストラヴァ間ノンストップで、プルジェロフも通過していた。プルジェロフ以南は330号線に直通していた。ボフミーン以東、ワルシャワ方面の車両は320号線を経由してポーランド国鉄93号線に、コシツェ方面の車両は320号線に直通していた。
2018年末に新種別「ナイトジェット」に種別変更となった。
ボヘミア号：　プラハ - ボフミーン - コシツェ
2015年以前は寝台急行(R)として運行されていた。通年一日1往復の運行で、トルジェボヴァー/ザーブルジェフにも停車していた。プラハ方面行のみ停車駅が多く、ストゥデーンカ、スフドル、フラニツェにも停車していた。プラハ→フメンネー方面のみ、クラクフ方面の車両も連結していて、ボフミーン以東はポーランド国鉄93号線と直通していた。
2016年度以降、ユーロナイト(EN)に格上げされた。
2017年度に限り、上下ともオストラヴァ - スヴィノフ間ノンストップであった。
2017年末より、ザーブルジェフ通過となり、多客期限定の季節運行となった。
2018年末より、トルジェボヴァー通過となった。
2019年末に休止。

### 超特急「インターシティ(IC)」
下記1系統が運行されている。
- オパヴァン号：　プラハ - スヴィノフ - オパヴァ
一日1往復（休日のみ1.5往復）運行されている。トルジェボヴァー以西は010号線に、スヴィノフ以東は321号線に直通する。
2017年以前は、週6日の運行であった。2018年以前は「オパヴァ」号の愛称名であった。

- オストラヴァン号：　プラハ - スヴィノフ - ボフミーン
一日1往復（休日はボフミーン行のみ片道1本）運行されている。トルジェボヴァー以西は010号線に直通する。平日のプラハ行のみ、フラニツェに停車する。また、季節により臨時で一日1往復追加で運行する日があるが、この追加便はザーブルジェフ停車で、またプラハ - オストラヴァ間での運行である。
過去の運行状況
2017年末に、寝台特急ボヘミア号運行日を除き、一日1往復の運行を開始した。上下ともトルジェボヴァーに停車する他、プラハ方面に限り、ストゥデーンカ、スフドル、フラニツェにも停車していた。寝台特急ボヘミア号の季節運行化に伴い、以前のエクスプレス(Ex)一往復を格上げし、運休日を補完するダイヤで、運行を開始したものである。
2018年末に、ボフミーン行はエクスプレス(Ex)の種別に変更となり、プラハ行はレギオジェット(RJ)に代替され、季節運行の1往復のみの運行となった。
2019年末に、定期列車が一日1往復増発され（エクスプレス(Ex)からの移管）、現在の運行体系となった。なお、この列車のボフミーン行は、2018年末にICからExに格下げされた列車が、ICに復帰したものである。

- プルジェロフスキー・ズブル号：　プラハ - トルジェボヴァー - プルジェロフ
一日1往復の運行。トルジェボヴァー以西は010号線に直通する。トルジェボヴァー、ザーブルジェフ、プルジェロフにも停車する。
2019年度は特急リフリーク(R)として、2020年度はエクスプレス(Ex)として運行していた。

- シレジア号：　スヴィノフ - オストラヴァ - ワルシャワ
一日1往復運行する。オストラヴァ以北は、ボフミーンを経由せずにポーランド国鉄151号線と直通する。
2019年以前はユーロシティ(EC)の種別で運行していた他、土曜または日曜に週1日運休していた。愛称名は、2018年以前は「コメニウス」号、2019年度は「ヴァルソヴィア」号であった。

- 過去の運転系統
ヴラヂスラフ・ヴァンチュラ号：　プラハ - スヴィノフ - オパヴァ/コシツェ
2016年度に運行していた。現在のユーロシティ「ロハーチェ」号の前身。
ズリーン特急 / ショハイ号：　プラハ - トルジェボヴァー - プルジェロフ - ズリーン/ヴェセリー）
一日2往復していたが、2016年末にエクスプレス(Ex)に統合された。
モラヴァン号：　プラハ - トルジェボヴァー - プルジェロフ
平日と土曜日に、一日1往復運行されていたが、2016年末に特別リフリーク(Rx)に統合された。

### 超特急「ユーロシティ(EC)」
概ね、下記4系統に分かれている。
- モラヴィア号：　ウィーン～プルジェロフ～ボフミーン～カトヴィツェ
- バートホリ号：　ブダペスト～プルジェロフ～ボフミーン～ワルシャワ/クラクフ　　※ボフミーンで分割。クラクフ方面の車両はクラコヴィア号に連結される
- ソビェスキ号：　ウィーン～プルジェロフ～ボフミーン～グディニャ
- ポロニア号：　ウィーン～プルジェロフ～ボフミーン～ワルシャワ
- ポルタ・モラヴィツァ号：　グラーツ - プルジェロフ - ボフミーン - プシェミシル
一日5往復、エクスプレス(Ex)と合わせて3時間間隔の運行。プルジェロフ以西は330号線に、ボフミーン以北ポーランド国鉄151号線と直通するが、ポロニア号のみボフミーン以東320号線を経由してポーランド国鉄93号線と直通する。
過去の運行状況
2015年以前は、一日2往復（ソビェスキ号とポロニア号）、6時間間隔での運行であり、ブダペストには直通していなかった。全列車がポーランド国鉄93号線と直通していた。
2015年末に、ブダペスト発着列車が設定され、一日3往復の運行となった。また、ブダペスト発着列車は、セルビア・ブルガリア・ベラルーシ・ロシアへ直通する車両を連結していた。
2016年末に、セルビア・ブルガリア・ベラルーシ・ロシアへの直通車両を連結しなくなった。
2017年末に、モラヴィア号をカトヴィツェ延伸の上をExからECに格上げし、一日4往復に増発された。ポーランド国鉄93号線直通が3往復、ポーランド国鉄151号線直通が1往復（ブダペスト発着列車）であった。
2018年末に、バートホリ号が多層建て列車となり、ボフミーンで分割、クラクフ方面の車両がポーランド国鉄93号線直通となった。また、モラヴィア号がポーランド国鉄151号線直通に変更された。また2019年の春・夏・秋限定で、ソビェスキ号はクラクフ方面行の車両を連結していた。
2019年末に、ヘルフシティーン号をExからECに格上げの上プシェミシルまで延伸し、一日5往復の運行となった。ソビェスキ号がポーランド国鉄151号線直通に変更された。

- シレジア号：　プラハ - トルジェボヴァー - ボフミーン - ワルシャワ
一日1往復の運行。クラコヴィア号、オストラヴァン号（種別はEx,EC）と合わせて2時間毎のパターンダイヤが組まれている。トルジェボヴァー以西は010号線に直通する。ボフミーン以東はポーランド国鉄151号線と直通する。
2019年以前は「ヴァルソヴィア」号を名乗っていた。

- クラコヴィア号：　プラハ - トルジェボヴァー - ボフミーン - モスクワ/クラクフ
一日1往復の運行。ヴァルソヴィア号、オストラヴァン号（種別はEx,EC）と合わせて2時間毎のパターンダイヤが組まれている。トルジェボヴァー以西は010号線に直通する。ボフミーン以東はポーランド国鉄151号線と直通し、モスクワ方面の車両はバートホリ号に連結される。
2019年以前は、モスクワ方面の車両を連結していなかった。また、ボフミーン以西は320号線と直通していた。

- オストラヴァン号：　プラハ - トルジェボヴァー - ボフミーン - ジリナ
一日1往復の運行。ヴァルソヴィア号、クラコヴィア号、およびエクスプレス(Ex)と合わせて2時間毎のパターンダイヤが組まれている。トルジェボヴァー以西は010号線に直通する。ボフミーン以東は320号線と直通する。
2019年度に限り、一日2往復の運行であった。

- 過去の運転系統
プラハ～トルジェボヴァー～ボフミーン～ジリナ
2016年以前、2時間に1本運行していたが、現在はエクスプレス(Ex)として運行している。
ロハーチェ号：　プラハ - スヴィノフ - オパヴァ/コシツェ
週1往復の運行で、スーパーシティ(SC)級の停車駅で運行していた。トルジェボヴァー以西は010号線に直通していた。オパヴァ発着の車両とコシツェ発着の車両はスヴィノフで併結・切り離しを行い、前者はインターシティ「ヴラヂスラフ・ヴァンチュラ」号として321号線に、後者は320号線に直通していた。
なお、2016年度は、270号線内で「ヴラヂスラフ・ヴァンチュラ」号として運行していた。2015年以前は、ほぼ同じダイヤでユーロシティ「コシツァン」号が、プラハ - コシツェ間に運行されていた。
2018年末に休止。

### 超特急「エクスプレス(Ex)」
- オストラヴァン号：　プラハ～トルジェボヴァー～ボフミーン～ジリナ
一日3往復運行されている。前述のユーロシティ(EC)、および下記のワルシャワ発着列車と合わせて2時間に1本の運行となっている。ボフミーン以東は320号線に直通する。なお、全列車がモヘルニツェ、チェルヴェンカ、リプニークを通過する他、1往復のみスフドルとストゥデーンカに停車する。
過去の運行状況
2017年以前は2時間に1本運行していた。また、プラハ行片道1本がザーブルジェフとトルジェボヴァーを通過していた。
2017年末に、一日3往復の運行となった。ザーブルジェフとトルジェボヴァーを通過していた列車は、インターシティ(IC)に格上げされた。
2018年末に、1往復をユーロシティ(EC)に格上げした他、インターシティ(IC)のボフミーン行深夜便片道1本をエクスプレス(Ex)格下げし、一日2.5往復の運行となった。
2019年末に、ユーロシティ(EC)1往復がExに格下げされ、ボフミーン行深夜便がインターシティ(IC)に再び格上げとなり、一日3往復の運行に戻った。

- シレジア号：　プラハ - トルジェボヴァー - ボフミーン - ワルシャワ
一日1往復運行されている。ボフミーン以東はポーランド国鉄151号線に直通する。ジリナ発着列車と同様、モヘルニツェ、チェルヴェンカ、リプニークを通過する。
過去の運行状況
2017年以前は食堂車を連結していて、種別もユーロシティ(EC)となっていた。ボフミーン以東320号線経由でポーランド国鉄93号線に直通していた他、モスクワ方面の車両はジリナ発着のエクスプレス(Ex)に連結されていた。
2017年末に、エクスプレス(Ex)に格下げされた。週1日に限りモスクワ方面の車両を連結する様になり、ボフミーンで分割していた。
2018年末に、ポーランド国鉄151号線経由でワルシャワに直通する様になった。また、愛称名は「ヴァルソヴィア」であった。
2019年末に、現在の愛称名となる。また、モスクワ方面の車両を連結しなくなった。

- ヴァラシスキー・エクスプレス号：　プラハ～トルジェボヴァー～フラニツェ～ジリナ
2時間に1本運行されている。トルジェボヴァー以西は010号線に、フラニツェ以東は280号線に直通する。なお、2016年以前はユーロシティ(EC)として運行されていた。

- 過去の運転系統
  - ヘルフシティーン号：　ブルジェツラフ～プルジェロフ～ボフミーン
2015年以前は一日3往復運行していた。ウィーン～ワルシャワのユーロシティ(EC)と合わせて平均3時間に1本の運行となっていた。リプニークを通過していた。
2016,17年度は一日2往復の運行となった。ブルジェツラフ発着便が「スレザン」号を名乗っていた他、ウィーン - ボフミーン（週1日のみモスクワ/サンクトペテルブルク、ボフミーン以東はヴルタヴァ号に連結）の「モラヴィア」号が一日1往復あり、計2往復となっていた。
2017年末に、モラヴィア号がカトヴィツェ延伸とともにユーロシティ(EC)に格上げされ、一日1往復となった。
2018年末に、愛称名が「ヘルフシティーン」となった。スレザンはブルノ発着のリフリーク(R)の愛称となった。
2019年末に、残った1往復もプシェミシル直通となりユーロシティ(EC)に格上げされ、休止。

## 運行形態（私鉄超特急）

### 超特急「LEOエクスプレス(LE)」
オロモウツ以北はスーパーシティ(SC)並、オロモウツ以東はリフリーク(R)並の停車駅で運行される。下記2系統が運行し、合わせて1-3時間間隔、平均2時間間隔の運行となっている。
- プラハ - パルドゥビツェ - ボフミーン - クラクフ
週2往復の運行。ボフミーン以東は320号線を経由してポーランド国鉄93号線と直通する。
2019年末に運行を開始した。
- プラハ - パルドゥビツェ - ボフミーン（一部は320号線のコシツェ方面へ直通）
一日6往復の運行。1-3時間間隔、平均2時間間隔の運行。
2018年度に限り、一日5往復、平均3時間間隔での運行であった。2019年度は一日7往復運行していた。
- プラハ - パルドゥビツェ - プルジェロフ - スタレー・ムニェスト・ウ・ウヘルスケーホ・フラヂシチェ（プルジェロフ以南は330号線に直通）
一日2往復の運行。

### 超特急「レギオジェット(RJ)」
- プラハ - トルジェボヴァー - オストラヴァ - ハヴィールジョフ/ナーフシー/ズヴォレン/コシツェ
2時間に1本運行されている。オストラヴァ以南は323号線に直通する。また、ボフミーン発着や、330号線と直通する系統もある。2015年以前は、大部分がインターシティ(IC)、一部の国際路線がユーロシティ(EC)として運行されていた。

- プラハ - トルジェボヴァー - スヴィノフ - オパヴァ
一日1往復の運行。スヴィノフ以北は321号線に直通する。2017年末に運行を開始した。

## 運行形態（特急）

### 特急「リフリーク(R)」
下記6系統が運行されている。
- スロヴァーツキー・エクスプレス号：　プラハ - トルジェボヴァー - プルジェロフ - ルハチョヴィツェ
- ズリーンスキー・エクスプレス号：　プラハ - トルジェボヴァー - プルジェロフ - ズリーン
2時間に1本の運行。トルジェボヴァー以西は010号線に、プルジェロフ以南は330号線に直通する。
2017,8年度は特別リフリーク(Rx)として運行していて、大部分がザーブルジェフ・モヘルニツェ・チェルヴェンカに停車していた。2017年末より、「スロヴァーツキー・エクスプレス」の愛称がつけられた。

- ボウゾフ号：　シュンペルク - オロモウツ - ネザミスリツェ - ブルノ
2時間に1本の運行。ネザミスリツェ以南は300号線に直通する。原則、ザーブルジェフとモヘルニツェに停車する。

- モラヴァン号：　オロモウツ - プルジェロフ - ブルノ
2時間に1本運行している。プルジェロフ以南は330号線に直通する。
2016-18年度は特別リフリーク(Rx)として運行していた。

- フクヴァルディ号：　(プラハ - トルジェボヴァー - )オロモウツ - ボフミーン
週6往復の運行。オロモウツ方面は日曜、ボフミーン方面は土曜運休。週1往復のみプラハまで運行される。なお、プルジェロフを経由しない。ザーブルジェフにも停車する。
2017年以前は、週1往復のプラハ発着の列車がエクスプレス(Ex)として運行しており、週5往復運行であった。オロモウツ方面は土日、ボフミーン方面は日月運休であった。

- スレザン号：　ブルノ～プルジェロフ～ボフミーン　　※レギオジェット社による運行
1時間に1本の運行。プルジェロフ以西は300号線に直通する。
2019年以前はチェコ鉄道による運行で、「スレザン」号を名乗ってた。また、1-2時間に1本の運行であった。

- ニース～ボフミーン～モスクワ

　夜行列車で、週1往復の運行。途中、ボフミーンのみに停車し、オストラヴァを通過する唯一の定期列車となっている。
- ファトラ号：　スヴィノフ - ボフミーン - バンスカー・ビストリツァ
一日4往復の運行。ボフミーン以東は300号線に直通する。

## 運行形態（快速、普通）

### 快速「スピェシニー(Sp)」
下記4系統が運行されている。他、短区間であるが、321号線の快速が、スヴィノフ～オストラヴァ間に2時間間隔で乗り入れている。
- シュンペルク - オロモウツ - ネザミスリツェ - ブルノ　【平日運行】
平日のみ、一日1往復のみの運行。オロモウツ以南は特急として運行する。北行は快速運転するが、南行はシュンペルクからオロモウツまで各駅に停車する。ネザミスリツェ以南は300号線に直通する。
2019年以前はブルノ行片道1本のみの運行であった。オロモウツ以南も快速として運行していて、ピヴィーンにも停車していた。

- ブルノ - ザーブルジェフ - イェセニーク（292号線と直通）
ザーブルジェフ以北、270号線内ノンストップ。ザーブルジェフ以南は、大部分が上記のシュンペルク発着特急(R)に併結される（ただし休日の1往復のみ、快速のままオロモウツまで直通する便がある）。2015年以前は、平日のブルノ行1本、休日のブルノ方面3本を除いて特急(R)として運行されていた。

- オロモウツ - フラニツェ - ストルジェルナー/ホルニー・リデチ　【平日運行】
夏季を除く休日、一日2.5往復の運行。フラニツェ以南は280号線に直通する。

- オロモウツ - プロスチェヨフ　【平日運行】
平日のみ一日2往復の運行。
2019年以前は、一日2.5往復の運行であった。

- シトランベルク - ストゥデーンカ - オストラヴァ本駅
平日は一日4往復、土曜日はオストラヴァ行片道1本、休日はシトランベルク行片道1本の運行。ストゥデーンカ以西は325号線に直通する。
2019年末に運行を開始した。

- オパヴァ → スヴィノフ → ボフミーン　【平日運行】
一日あたり、片道1本のみの運行。スヴィノフ以西は321号線から直通する。
2018年末に運行を開始した。

### 普通(019号線)
区間毎に、下記7系統に分かれている。
- チェスカー・トルジェボヴァー - ルドルチツェ - ランシクロウン/ザーブルジェフ・ナ・モラヴェ
平日・土曜日は1時間に1本、休日は2時間に1本の運行。平日の半数、休日の大部分は原則二相建てで、ルドルチツェでランシクロウン方面とザーブルジェフ方面の車両を切り離す。平日の残り半数は、トルジェボヴァー - ランシクロウン間のみの運行である。
過去の運行状況
2016年以前は、ランシクロウン方面とザーブルジェフ方面の車両を併結せず、それぞれが単独でトルジェボヴァーまで直通していた他、ランシクロウン方面の列車は一部がトルジェボヴィツェを通過していた。
2016年末に、全て各駅停車となる。
2017年末に、ランシクロウン方面の列車のうち、平日・土曜日の半数がルドルチツェ - ランシクロウンの区間運転となった。
2018年末に、両系統の大部分がルドルチツェ以西で併結する様になり、現在の運行系統となった。

### 普通(270号線)
- コウティ・ナド・デスノウ～ザーブルジェフ・ナ・モラヴェ～オロモウツ～プロスチェヨフ～ネザミスリツェ
2時間に1本の運行。午後はオロモウツ - ネザミスリツェ（休日はプロスチェヨフ）間増発され、1時間に1本の本数になる。ネザミスリツェで、300号線プルジェロフ方面の普通と接続する。
2016年以前は、シュンペルクで運行系統が分かれていた。2015年以前は全て各駅停車であったが、現在は一部の駅を通過する便も運行されている。

- オロモウツ～プルジェロフ～ネザミスリツェ
1時間に1本の運行。うち半数が、プルジェロフ以西は300号線に直通する。

- ザーブルジェフ - シュンペルク
2時間サイクルに、1往復が運行されている。平日のみの運行で、ザーブルジェフ - シュンペルク間にのみ運行され、ブルドフを通過する。
2015年以前は全て各駅停車であったが、現在は一部の駅を通過する便も運行されている。

### 普通(271号線)
- プルジェロフ～フラニツェ・ナ・モラヴェ～フセチーン
2時間に1本の運行。フラニツェ以東は280号線に直通する。
- フラニツェ・ナ・モラヴェ～スフドル・ナド・オドロウ
2時間に1本の運行。日中以外は、オストラヴァまで運行される。2016年以前は、プルジェロフ方面へ直通する便も多数運行していた。
- スフドル・ナド・オドロウ - オストラヴァ・スヴィノフ ( - オストラヴァ)
2時間に1本の運行。スヴィノフで、モスティ方面の普通に接続する。2016年はオストラヴァ本駅まで、2015年以前はモスティまで直通していた。
- オストラヴァ空港 - オストラヴァ・スヴィノフ ( - オストラヴァ)
一日5往復の運行で、日中は6時間間隔が空くこともある。夏季には増発され、2時間に1本の運行となる。
2019年以前は一日8往復の運行であった。
- オストラヴァ・スヴィノフ - ボフミーン - モスティ・ウ・ヤブルンコヴァ
1時間に1本の運行。ボフミーン以東は320号線に直通する。なお、2015年以前はストゥデーンカ・プルジェロフ方面へ直通していた。2016年度はオストラヴァ本駅発着であった。

## 臨時列車

### プラハ - オストラヴァ直通
- 鉄道の祝日号（超特急スーパーシティ） 
年1日、プラハ - トルジェボヴァー - ボフミーン間に、一日1往復の運行。トルジェボヴァー以西は010号線に直通する。270号線内は、ザーブルジェフ、スヴィノフ、オストラヴァに停車する。2017年運行。

- レトロ・オストラヴァン号（超特急エクスプレス） 
旧型列車。年3日、プラハ - トルジェボヴァー - オストラヴァ - ボフミーンまたはオストラヴァ中央間に、一日1往復の運行。トルジェボヴァー以西は010号線に直通する。停車駅は超特急スーパーシティと同じ。年2日はボフミーン発着だが、年1日に限り323号線に直通し、オストラヴァ中央駅発着となる。2017年運行。

- NATOの日号（超特急レイルジェット） 
年2日、プラハ - トルジェボヴァー - ストゥデーンカ - オストラヴァ空港間に、一日1往復の運行。トルジェボヴァー以西は010号線に直通する。270号線内はザーブルジェフ、ストゥデーンカのみに停車する。2017 - 20年運行。

- ヤン・カシパル号（超特急エクスプレス） 
年3日、プラハ → トルジェボヴァー → ボフミーン間に、一日片道1本の運行。トルジェボヴァー以西は010号線から直通する。途中、ザーブルジェフ、オロモウツ、スヴィノフ、オストラヴァに停車する。2017年運行。

### 270号線（主にオロモウツ発着）
- ロジノフの蒸気機関車（普通）
蒸気機関車。年1日、オロモウツ - フラニツェ - ロジノフ間に、一日1往復の運行。フラニツェ以東は280号線に直通する。途中、グリゴフ、ブロデク、リプニークに停車する。2017年運行。

- 聖ホスティーン巡礼列車（普通）
大晦日の夜、オロモウツ - プルジェロフ - ビストルジツェ間に、年1往復の運行。プルジェロフ以南は330号線に直通する。270号線内は各駅に停車する。

### 271号線（オロモウツ・ブルノ - オストラヴァ）
- NATOの日号（超特急エクスプレス） 
年2日、オロモウツ - ストゥデーンカ - オストラヴァ空港間に、一日1往復の運行。通常のエクスプレスの停車駅に加え、スフドルとストゥデーンカにも停車する。2017-20年運行。

- 鉄道の祝日関連列車（特急） 
旧型車両。年2日、ブルノ - プルジェロフ - ボフミーン間に、一日1往復の運行。プルジェロフ以西は300号線に直通する。停車駅は通常の特急と同じ。2017年運行。

- NATOの日号（特急） 
年2日、ブルノ - プルジェロフ - ストゥデーンカ - オストラヴァ空港間に、一日1往復の運行。プルジェロフ以西は300号線に直通する。停車駅は通常の特急と同じで、セドルニツェは通過する。2017-20年運行。

### 271号線（オストラヴァ近郊）
- NATOの日号（普通） 
年2日、オストラヴァ空港 - スヴィノフ間に、一日7.5往復の運行。途中、ストゥデーンカのみに停車する。一日1.5往復に限りボフミーンまで乗り入れ（マリアーンスケー・ホリは通過）、1往復に限り321号線のオパヴァまで乗り入れる。2017-20年運行。

- 鉄道の祝日関連ＳＬ（快速）
蒸気機関車。年1日、ボフミーン → オストラヴァ本駅 → オストラヴァ中央 → スヴィノフ →ボフミーン間に一日6本、1時間間隔で運行する。オストラヴァ本駅 - オストラヴァ中央 - スヴィノフ間は、323号線と321号線を経由する。途中、マリアーンスケー・ホリを通過する。2017年運行。

- オストラヴァの色（普通）
年4日、オストラヴァ中央 → オストラヴァ本駅 → スヴィノフ → オパヴァ間に、一日片道1本の運行。オストラヴァ本駅以東は323号線から直通し、スヴィノフ以西は321号線に直通する。途中、マリアーンスケー・ホリを通過する。2017年運行。

- 鉄道の祝日関連気動車（快速）
旧型気動車。年1日、オストラヴァ本駅 - ボフミーン間に一日4往復、2時間間隔で運行する。2017年運行。

- ブヂショフ・ナド・ブヂショフコウ - スフドル - オストラヴァ - オストラヴァ中央（快速）
春に年1往復のみの運行。停車駅は特急と同じ。スフドル以西は276号線に、オストラヴァ以東は323号線に直通する。2020年運行。

## 過去の運行種別
- 超特急「アリヴァ・エクスプレス(AEx)」
  - プラハ - プルジェロフ - ニトラ
2016年3月に運行を開始し、当時は土曜日にトレンチーン行、日曜日にプラハ行の週1往復のみの運行であった。プルジェロフ以南は330号線に直通していた。トルジェボヴァー - プルジェロフ間は途中オロモウツのみに停車し、トルジェボヴァーも通過していた。
2016年末に、週2往復に増発された。2017年4～11月は一日1往復（金・土・日曜日および夏季は一日2往復）の運行であった。」
2018,19年度は、一日1往復、週2日のみ一日2往復の運行であった。
2019年12月限りで運行休止[1][2]。

## 駅一覧
以下では、チェコ国鉄270号線の駅と営業キロ、停車列車、接続路線などを一覧表で示す。

### 019号線本線（チェスカー・トルジェボヴァー - ザーブルジェフ・ナ・モラヴェ）
- 種別
  - SC：超特急「レイルジェット」
  - AEx：超特急「アリヴァ・エクスプレス」
  - LE：超特急「LEOエクスプレス」
  - EN：寝台特急「ユーロナイト」
  - IC：超特急「インターシティ」
  - EC：超特急「ユーロシティ」
  - RJ：超特急「レギオジェット」
  - Ex：超特急「エクスプレス」
  - Rx：特急「特別リフリーク」
  - R：特急
  - Sp：快速
  - Os：普通
- 停車駅
  - ■印：全列車停車
  - ●印：一部通過
  - ○印：一部停車
  - ｜印：全列車通過

| 路線名 | 駅名                                       | 駅間営業キロ | 累計営業キロ                    | 累計営業キロ                | SC | LE | EN | IC | EC | RJ | Ex | R  | Os | 接続路線                                       | 所在地           | 所在地                          |
| ------ | ------------------------------------------ | ------------ | ------------------------------- | --------------------------- | -- | -- | -- | -- | -- | -- | -- | -- | -- | ---------------------------------------------- | ---------------- | ------------------------------- |
| 019    | チェスカー・トルジェボヴァー駅             | -            | トルジェボヴァー 分岐点から 0.2 | トルジェボヴァー 駅から 0.0 | ○  | ｜ | ■  | ○  | ■  | ●  | ●  | ■  | ■  | 010号線（プラハ方面）、260号線（ヴィーン方面） | パルドゥビツェ州 | ウースチー・ ナド・オルリチー郡 |
| 019    | トルジェボヴィツェ・ヴ・チェハーフ駅       | 6.0          | 6.2                             | 6.0                         | ｜ | ｜ | ｜ | ｜ | ｜ | ｜ | ｜ | ｜ | ■  | 017号線（Ｍ・トルジェボヴァー方面）            | パルドゥビツェ州 | ウースチー・ ナド・オルリチー郡 |
| 019    | ルドルチツェ・ヴ・チェハーフ駅             | 7.9          | 14.1                            | 13.9                        | ｜ | ｜ | ｜ | ｜ | ｜ | ｜ | ｜ | ｜ | ■  | ランシクロウン方面                             | パルドゥビツェ州 | ウースチー・ ナド・オルリチー郡 |
| 019    | ルコヴァー・ウ・ルドルチツ・ヴ・チェハーフ | 2.8          | 16.9                            | 16.7                        | ｜ | ｜ | ｜ | ｜ | ｜ | ｜ | ｜ | ｜ | ■  |                                                | パルドゥビツェ州 | ウースチー・ ナド・オルリチー郡 |
| 019    | ジフリーネク駅                             | 4.3          | 21.2                            | 21.0                        | ｜ | ｜ | ｜ | ｜ | ｜ | ｜ | ｜ | ｜ | ■  |                                                | パルドゥビツェ州 | ウースチー・ ナド・オルリチー郡 |
| 019    | クラシーコフ駅                             | 2.6          | 23.8                            | 23.6                        | ｜ | ｜ | ｜ | ｜ | ｜ | ｜ | ｜ | ｜ | ■  |                                                | パルドゥビツェ州 | ウースチー・ ナド・オルリチー郡 |
| 019    | タテニツェ駅                               | 2.1          | 25.9                            | 25.7                        | ｜ | ｜ | ｜ | ｜ | ｜ | ｜ | ｜ | ｜ | ■  |                                                | パルドゥビツェ州 | ウースチー・ ナド・オルリチー郡 |
| 019    | ホシテイン駅                               | 5.6          | 31.5                            | 31.3                        | ｜ | ｜ | ｜ | ｜ | ｜ | ｜ | ｜ | ｜ | ■  |                                                | オロモウツ州     | シュンペルク郡                  |
| 019    | ルピェネー駅                               | 6.3          | 37.8                            | 37.6                        | ｜ | ｜ | ｜ | ｜ | ｜ | ｜ | ｜ | ｜ | ■  |                                                | オロモウツ州     | シュンペルク郡                  |
| 019    | ザーブルジェフ・ナ・モラヴェ駅             | 3.6          | 41.4                            | 41.2                        | ｜ | ■  | ｜ | ○  | ■  | ■  | ●  | ○  | ■  | イェセニーク/コウティ方面、オストラヴァ方面    | オロモウツ州     | シュンペルク郡                  |

### 019号線支線（ルドルチツェ・ヴ・チェハーフ - ランシクロウン）
| 路線名 | 駅名                           | 駅間営業キロ | 累計営業キロ | Os | 接続路線                                 | 所在地           | 所在地                         |
| ------ | ------------------------------ | ------------ | ------------ | -- | ---------------------------------------- | ---------------- | ------------------------------ |
| 019    | ルドルチツェ・ヴ・チェハーフ駅 | -            | 0.0          | ■  | ザーブルジェフ方面、トルジェボヴァー方面 | パルドゥビツェ県 | ウースチー・ナド・オルリチー郡 |
| 019    | ランシクロウン駅               | 4.1          | 4.1          | ■  |                                          | パルドゥビツェ県 | ウースチー・ナド・オルリチー郡 |

### 270,271号線本線（チェスカー・トルジェボヴァー - ザーブルジェフ・ナ・モラヴェ - プルジェロフ - ボフミーン）
- 種別
  - SC：超特急「レイルジェット」
  - AEx：超特急「アリヴァ・エクスプレス」
  - LE：超特急「LEOエクスプレス」
  - EN：寝台特急「ユーロナイト」
  - IC：超特急「インターシティ」
  - EC：超特急「ユーロシティ」
  - RJ：超特急「レギオジェット」
  - Ex：超特急「エクスプレス」
  - Rx：特急「特別リフリーク」
  - R：特急
  - Sp：快速
  - Os：普通
- 停車駅
  - ■印：全列車停車
  - ●印：一部通過
  - ○印：一部停車
  - ｜印：全列車通過

| 路線名 | 駅名                                   | 駅間営業キロ | 累計営業キロ                     | 累計営業キロ        | 累計営業キロ            | NJ | SC | LE | EN | IC | EC | RJ | Ex | R  | Sp | Os | 接続路線 | 所在地                 | 所在地               |
| ------ | -------------------------------------- | ------------ | -------------------------------- | ------------------- | ----------------------- | -- | -- | -- | -- | -- | -- | -- | -- | -- | -- | -- | --- | ---------------------- | -------------------- |
| 270    | シュンペルク駅                         | -            |                                  | オロモウツから 58.1 | ザーブルジェフから 12.7 |    |    |    |    |    |    |    |    | ■  | ■  | ■  | 290号線（オロモウツ方面）、291号線（コウティ方面）                                                                  | オロモウツ州           | シュンペルク郡       |
| 270    | ブルドフ駅                             | 5.2          |                                  | 52.9                | 7.5                     |    |    |    |    |    |    |    |    | ○  | ■  | ●  | 292号線（イェセニーク方面）                                                                                         | オロモウツ州           | シュンペルク郡       |
| 270    | ポストルジェルモフ駅                   | 2.3          |                                  | 50.6                | 5.2                     |    |    |    |    |    |    |    |    | ■  | ○  | ■  | | オロモウツ州           | シュンペルク郡       |
| 270    | ザーブルジェフ・ナ・モラヴェ停留所     | 3.7          |                                  | 46.9                | 1.5                     |    |    |    |    |    |    |    |    | ○  | ○  | ●  | | オロモウツ州           | シュンペルク郡       |
| 270    | ザーブルジェフ・ナ・モラヴェ駅         | 1.5          | トルジェボヴァー 分岐点から 41.4 | 45.4                | 0.0                     |    | ｜ | ■  | ｜ | ○  | ■  | ■  | ●  | ○  | ■  | ■  | プラハ方面 | オロモウツ州           | シュンペルク郡       |
| 270    | ルカヴィツェ・ナ・モラヴェ駅           | 5.9          | 47.3                             | 39.5                |                         |    | ｜ | ｜ | ｜ | ｜ | ｜ | ｜ | ｜ | ｜ | ○  | ■  | | オロモウツ州           | シュンペルク郡       |
| 270    | モヘルニツェ駅                         | 5.8          | 53.1                             | 33.7                |                         |    | ｜ | ｜ | ｜ | ｜ | ｜ | ｜ | ●  | ○  | ■  | ■  | | オロモウツ州           | シュンペルク郡       |
| 270    | モラヴィチャニ駅                       | 2.9          | 56.0                             | 30.8                |                         |    | ｜ | ｜ | ｜ | ｜ | ｜ | ｜ | ｜ | ｜ | ○  | ■  | | オロモウツ州           | シュンペルク郡       |
| 270    | チェルヴェンカ駅                       | 9.8          | 65.8                             | 21.0                |                         |    | ｜ | ｜ | ｜ | ｜ | ｜ | ｜ | ●  | ○  | ■  | ■  | 307号線（ナームニェスチ方面）                                                                                       | オロモウツ州           | オロモウツ郡         |
| 270    | ストルジェニ駅                         | 5.5          | 71.3                             | 15.5                |                         |    | ｜ | ｜ | ｜ | ｜ | ｜ | ｜ | ｜ | ｜ | ○  | ■  | | オロモウツ州           | オロモウツ郡         |
| 270    | シチェパーノフ駅                       | 5.6          | 76.9                             | 9.9                 |                         |    | ｜ | ｜ | ｜ | ｜ | ｜ | ｜ | ｜ | ｜ | ○  | ■  | | オロモウツ州           | オロモウツ郡         |
| 270    | オロモウツ駅                           | 9.9          | 86.8                             | 0.0                 | ウィーンから 205.8      |    | ■  | ■  | ■  | ■  | ■  | ■  | ■  | ■  | ■  | ■  | ネザミスリツェ方面 290号線（ウニチョフ方面） 309号線（セニツェ方面）、310号線（ブルンタール方面）                   | オロモウツ州           | オロモウツ郡         |
| 270    | グリゴフ駅                             | 6.8          |                                  | 6.8                 | 199.0                   |    | ｜ | ｜ | ｜ | ｜ | ｜ | ｜ | ｜ | ｜ | ｜ | ■  | | オロモウツ州           | オロモウツ郡         |
| 270    | ブロデク・ウ・プルジェロヴァ駅         | 6.3          |                                  | 13.1                | 192.7                   |    | ｜ | ｜ | ｜ | ｜ | ｜ | ｜ | ｜ | ｜ | ｜ | ■  | | オロモウツ州           | プルジェロフ郡       |
| 270    | ロキトニツェ・ウ・プルジェロヴァ駅     | 3.5          |                                  | 16.6                | 189.2                   |    | ｜ | ｜ | ｜ | ｜ | ｜ | ｜ | ｜ | ｜ | ｜ | ■  | | オロモウツ州           | プルジェロフ郡       |
| 270    | プルジェロフ駅                         | 5.7          |                                  |                     | ウィーンから 183.5      | ｜ | ｜ | ■  | ｜ | ○  | ●  | ｜ | ｜ | ●  | ｜ | ■  | 300号線（ヴィシコフ方面） 330号線（ブルジェツラフ方面）                                                             | オロモウツ州           | プルジェロフ郡       |
| 271    | プロセニツェ駅                         | 7.9          |                                  | 27.8                | 191.4                   | ｜ | ｜ | ｜ | ｜ | ｜ | ｜ | ｜ | ｜ | ｜ | ｜ | ■  | | オロモウツ州           | プルジェロフ郡       |
| 271    | オセク・ナド・ベチヴォウ駅             | 3.3          |                                  | 31.1                | 194.7                   | ｜ | ｜ | ｜ | ｜ | ｜ | ｜ | ｜ | ｜ | ｜ | ｜ | ■  | | オロモウツ州           | プルジェロフ郡       |
| 271    | リプニーク・ナド・ベチヴォウ駅         | 3.9          |                                  | 35.0                | 198.6                   | ｜ | ｜ | ｜ | ｜ | ｜ | ｜ | ｜ | ●  | ｜ | ■  | ■  | | オロモウツ州           | プルジェロフ郡       |
| 271    | ドラホトゥシェ駅                       | 8.5          |                                  | 43.5                | 207.1                   | ｜ | ｜ | ｜ | ｜ | ｜ | ｜ | ｜ | ｜ | ｜ | ｜ | ■  | | オロモウツ州           | プルジェロフ郡       |
| 271    | フラニツェ・ナ・モラヴェ駅             | 4.7          |                                  | 48.2                | 211.8                   | ｜ | ｜ | ■  | ｜ | ○  | ■  | ■  | ■  | ●  | ■  | ■  | 280号線（ジリナ方面）                                                                                               | オロモウツ州           | プルジェロフ郡       |
| 271    | ビェロチーン駅                         | 5.8          |                                  | 54.0                | 217.6                   | ｜ | ｜ | ｜ | ｜ | ｜ | ｜ | ｜ | ｜ | ｜ |    | ■  | | オロモウツ州           | プルジェロフ郡       |
| 271    | ポロム駅                               | 4.2          |                                  | 58.2                | 221.8                   | ｜ | ｜ | ｜ | ｜ | ｜ | ｜ | ｜ | ｜ | ｜ |    | ■  | | オロモウツ州           | プルジェロフ郡       |
| 271    | イェセニーク・ナド・オドロウ駅         | 6.8          |                                  | 65.0                | 228.6                   | ｜ | ｜ | ｜ | ｜ | ｜ | ｜ | ｜ | ｜ | ｜ |    | ■  | | モラヴィア・スレスコ州 | ノヴィー・イチーン郡 |
| 271    | スフドル・ナド・オドロウ駅             | 4.1          |                                  | 69.1                | 232.7                   | ｜ | ｜ | ■  | ｜ | ｜ | ｜ | ｜ | ○  | ●  |    | ■  | 276号線（ブヂショフ方面） 277号線（フルネク方面） 278号線（ノヴィー・イチーン方面）                                 | モラヴィア・スレスコ州 | ノヴィー・イチーン郡 |
| 271    | フラトケー・ジヴォチツェ駅             | 5.2          |                                  | 74.3                | 237.9                   | ｜ | ｜ | ｜ | ｜ | ｜ | ｜ | ｜ | ｜ | ｜ |    | ■  | | モラヴィア・スレスコ州 | ノヴィー・イチーン郡 |
| 271    | ストゥデーンカ駅                       | 6.8          |                                  | 81.1                | 244.7                   | ｜ | ｜ | ■  | ｜ | ｜ | ｜ | ｜ | ○  | ●  | ■  | ■  | オストラヴァ空港方面 279号線（ビーロヴェツ方面） 325号線（シトランベルク方面）                                      | モラヴィア・スレスコ州 | ノヴィー・イチーン郡 |
| 271    | イステブニーク駅                       | 7.9          |                                  | 89.0                | 252.6                   | ｜ | ｜ | ｜ | ｜ | ｜ | ｜ | ｜ | ｜ | ｜ | ｜ | ■  | | モラヴィア・スレスコ州 | ノヴィー・イチーン郡 |
| 271    | ポランカ・ナド・オドロウ駅             | 4.4          |                                  | 93.4                | 257.0                   | ｜ | ｜ | ｜ | ｜ | ｜ | ｜ | ｜ | ｜ | ｜ | ｜ | ■  | | モラヴィア・スレスコ州 | オストラヴァ郡       |
| 271    | オストラヴァ・スヴィノフ駅             | 4.8          |                                  | 98.2                | 261.8                   | ｜ | ■  | ■  | ■  | ■  | ■  | ■  | ■  | ●  | ■  | ■  | 321号線（オパヴァ方面、チェシーン方面）                                                                             | モラヴィア・スレスコ州 | オストラヴァ郡       |
| 271    | オストラヴァ・マリアーンスケー・ホリ駅 | 2.9          |                                  | 101.1               | 264.7                   | ｜ | ｜ | ｜ | ｜ | ｜ | ｜ | ｜ | ｜ | ｜ | ｜ | ■  | | モラヴィア・スレスコ州 | オストラヴァ郡       |
| 271    | オストラヴァ本駅                       | 2.5          |                                  | 103.6               | 267.2                   | ■  | ■  | ■  | ■  | ■  | ■  | ■  | ■  | ●  | ■  | ■  | 323号線（フリードラント/チェシーン方面） ポーランド国鉄151号線（ワルシャワ方面）                                    | モラヴィア・スレスコ州 | オストラヴァ郡       |
| 271    | ボフミーン駅                           | 8.7          |                                  | 112.3               | 275.9                   | ■  | ●  | ■  | ■  | ■  | ●  | ■  | ■  | ■  | ■  | ■  | 320号線（モスティ方面） 326号線（ゼブジドヴィツェ→ワルシャワ方面） ポーランド国鉄151号線（リブニク→ワルシャワ方面） | モラヴィア・スレスコ州 | カルヴィナー郡       |

### 270号線支線（ネザミスリツェ - オロモウツ）
- 種別
  - R：特急
  - Sp：快速
  - Os：普通
- 停車駅
  - ■印：全列車停車
  - ●印：一部通過
  - ○印：一部停車
  - ｜印：全列車通過

| 路線名 | 駅名                           | 駅間営業キロ | 累計営業キロ    | 累計営業キロ           | R  | Sp | Os | 接続路線 | 所在地       | 所在地           |
| ------ | ------------------------------ | ------------ | --------------- | ---------------------- | -- | -- | -- | --- | ------------ | ---------------- |
| 270    | ネザミスリツェ駅               | -            | ブルノから 62.2 | ネザミスリツェから 0.0 | ■  |    | ■  | 300号線（オストラヴァ方面、ブルノ方面）                                                                     | オロモウツ州 | プロスチェヨフ郡 |
| 270    | ドロプラズィ駅                 | 2.2          | 64.4            | 2.2                    | ｜ |    | ■  | | オロモウツ州 | プロスチェヨフ郡 |
| 270    | ピヴィーン駅                   | 5.0          | 69.4            | 7.2                    | ｜ |    | ■  | | オロモウツ州 | プロスチェヨフ郡 |
| 270    | チェルチツェ駅                 | 2.8          | 72.2            | 10.0                   | ｜ |    | ■  | | オロモウツ州 | プロスチェヨフ郡 |
| 270    | ベヂホシチ駅                   | 3.8          | 76.0            | 13.8                   | ｜ |    | ■  | | オロモウツ州 | プロスチェヨフ郡 |
| 270    | プロスチェヨフ本駅             | 4.6          | 80.6            | 18.4                   | ■  | ■  | ■  | 306号線（ヅベル方面）、307号線（ナームニェスチ方面）                                                        | オロモウツ州 | プロスチェヨフ郡 |
| 270    | ヴラホヴィツェ駅               | 2.6          | 83.2            | 21.0                   | ｜ | ｜ | ●  | | オロモウツ州 | プロスチェヨフ郡 |
| 270    | クラリチキ駅                   | 2.9          | 86.1            | 23.9                   | ｜ | ｜ | ●  | | オロモウツ州 | プロスチェヨフ郡 |
| 270    | ヴルバートキ駅                 | 2.1          | 88.2            | 26.0                   | ｜ | ｜ | ●  | | オロモウツ州 | プロスチェヨフ郡 |
| 270    | ブラテツ駅                     | 4.6          | 92.8            | 30.6                   | ｜ | ｜ | ●  | | オロモウツ州 | オロモウツ郡     |
| 270    | コジュシャニ駅                 | 1.4          | 94.2            | 32.0                   | ｜ | ｜ | ●  | | オロモウツ州 | オロモウツ郡     |
| 270    | ネミラニ駅                     | 2.4          | 96.6            | 34.4                   | ｜ | ｜ | ●  | | オロモウツ州 | オロモウツ郡     |
| 270    | オロモウツ・ノヴェー・サディ駅 | 1.9          | 98.5            | 36.3                   | ｜ | ｜ | ●  | | オロモウツ州 | オロモウツ郡     |
| 270    | オロモウツ本駅                 | 2.9          | 101.4           | 39.2                   | ■  | ■  | ■  | プラハ方面、オストラヴァ方面 275号線（セニツェ方面） 290号線（ウニチョフ方面）、310号線（ブルンタール方面） | オロモウツ州 | オロモウツ郡     |

### 271号線支線（ストゥデーンカ - モシノフ・オストラヴァ空港）
2015年4月に開業した。全て各駅停車。
| 路線名 | 駅名                         | 駅間営業キロ | 累計営業キロ | 接続路線                         | 所在地                 | 所在地               |
| ------ | ---------------------------- | ------------ | ------------ | -------------------------------- | ---------------------- | -------------------- |
| 325    | ストゥデーンカ駅             | -            | 0.0          | プラハ/オストラヴァ方面、279号線 | モラヴィア・スレスコ州 | ノヴィー・イチーン郡 |
| 270    | セドルニツェ駅               | 7.5          | 7.5          | 325号線                          | モラヴィア・スレスコ州 | ノヴィー・イチーン郡 |
| 270    | モシノフ・オストラヴァ空港駅 | 3.0          | 10.5         |                                  | モラヴィア・スレスコ州 | ノヴィー・イチーン郡 |